# Saint-Fons
Saint-Fons [sɛ̃ fɔ̃] ist eine französische Gemeinde mit 19.549 Einwohnern (Stand 1. Januar 2022) in der Métropole de Lyon in der Region Auvergne-Rhône-Alpes. Sie gehört administrativ zum Arrondissement Lyon und war bis 2015 Hauptort (Chef-lieu) des Kantons Saint-Fons. Ihre Einwohner heißen Saint-Foniards.

## Geografie
Saint-Fons liegt am linken bzw. östlichen Ufer der Rhone. Die Gemeinde liegt südlich von Lyon und grenzt unmittelbar an das Stadtgebiet der Großstadt. Weitere Nachbargemeinden von Saint-Fons sind Vénissieux im Osten, Feyzin im Süden, Irigny im Südwesten und Oullins-Pierre-Bénite im Westen.

## Geschichte

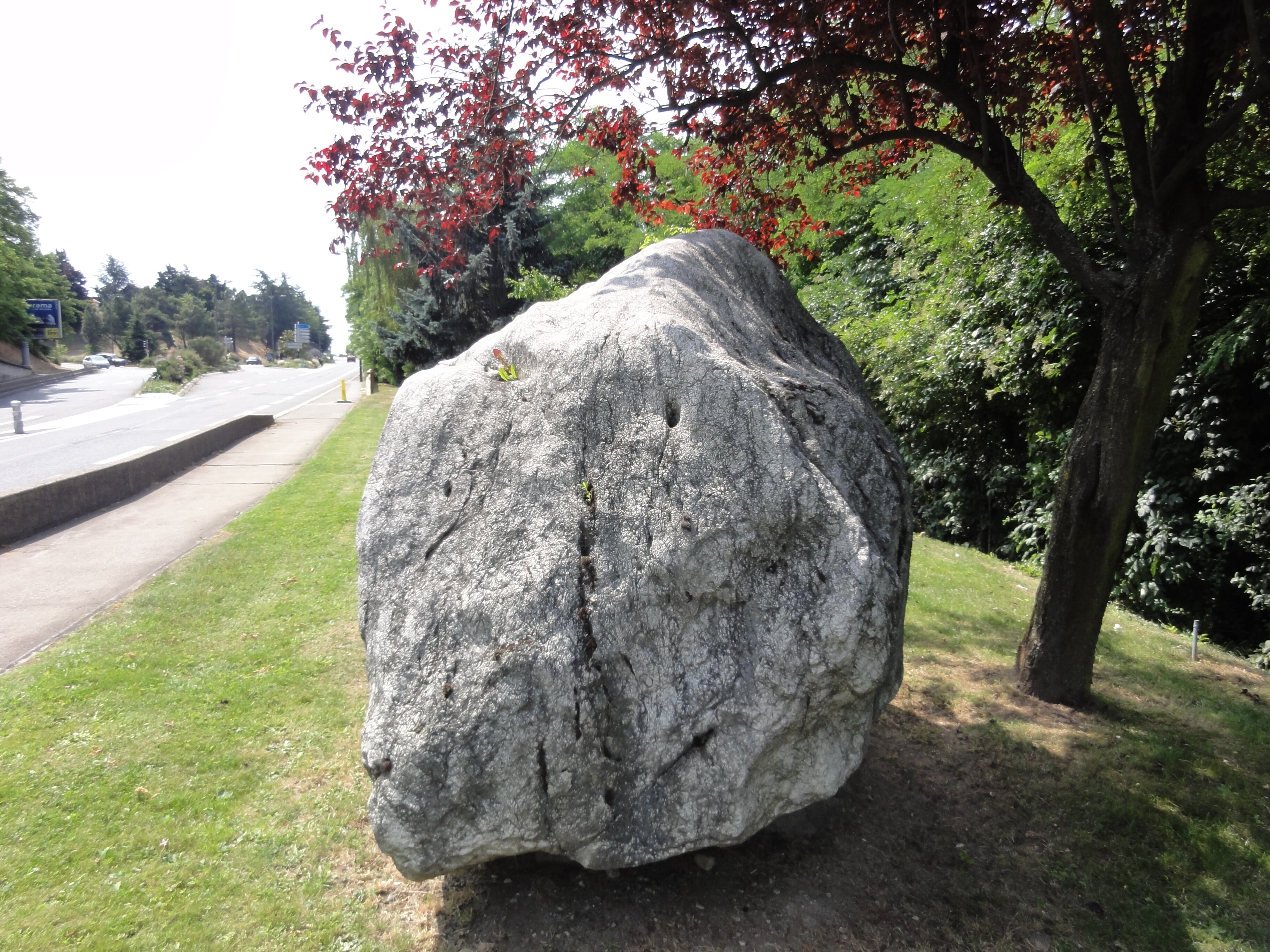
Findling von Saint-Fons

Der Name der Stadt bezieht sich nicht auf einen Heiligen, sondern auf die hier früher zahlreich vorkommenden Brunnen. Das Gebiet wurde Cent-Fonts (deutsch: Hundert Brunnen) genannt. Der Name veränderte sich später zu Saint-Fons. 
Saint-Fons wurde 1888 eine selbständige Gemeinde; zuvor gehörte der damalige Weiler Saint-Fons zur Gemeinde Vénissieux. Die wichtigste Rolle in der Entwicklung zu einer eigenständigen Stadt spielte die hier ansässige chemische Industrie. So stellte hier Rhodia ab 1912 Zelluloseacetat-Flocken her, die in Farben und Lacken eingesetzt wurden. Im Zweiten Weltkrieg beschäftigte das Unternehmen Rhône-Poulenc um 1943 Zwangsarbeiter im Rahmen der Kriegswirtschaft der deutschen Besatzer
Am 27. Juli 1945 stießen bei Saint-Fons ein Personenzug und ein Güterzug, der Munition geladen hatte, zusammen. Die folgenden Explosionen zerstörten nicht nur zahlreiche Häuser, sondern auch das örtliche Gaswerk. Etwa 150 Menschen starben bei dem Unfall.

## Partnerstädte
Die deutsche Partnerstadt von Saint-Fons ist seit 1971 Kelkheim (Taunus) bei Frankfurt am Main. Die Partnerschaft entstand am Rande der bereits länger bestehenden Partnerschaft zwischen den Großstädten Lyon und Frankfurt.

## Persönlichkeiten
- Robert Rocca (* 1927), Karikaturist, Comic-Künstler und Bildhauer